# Badr Benoun
Badr Benoun (en arabe : بدر بانون), né le 30 septembre 1993 à Youssoufia, est un footballeur international marocain, jouant au poste de défenseur central jouant au Raja Club Athletic.
Il passe toute sa jeunesse au Raja Club Athletic et effectue des prêts au WA Fès et au RS Berkane. À son retour, il s'impose en tant que capitaine après le départ de Issam Erraki et remporte avec les Verts la Coupe du trône en 2017, deux Coupes de la confédération en 2018 et 2021, une Supercoupe de la CAF en 2019, un championnat en 2020 et une Coupe arabe des clubs champions en 2021. En 2020, il est transféré à Al-Ahly SC puis à Qatar SC en 2022. En 2025, il fait son retour au Raja CA.
Il commence sa carrière internationale en 2017 sous sélectionneur Hervé Renard. Joueur régulièrement appelé en équipe du équipe A', il remporte le CHAN 2018 en tant que capitaine. Il prend également part à la Coupe du monde 2022 sous Walid Regragui et atteint la demi-finale avec les Lions de l'Atlas.

## Biographie

### Naissance et jeunesse (1993-2012)
Badr Benoun voit le jour le 30 septembre 1993 à Youssoufia. Dès son jeune âge, il déménage avec sa famille à Casablanca, plus précisément à Hay Hassani. Dans une ville où règnent deux clubs, le Raja CA et le Wydad AC, il devait choisir une de ces deux, son choix était clair : les Verts qui sont d'ailleurs considérés comme le club du peuple du fait qu'il est plus proches des quartiers pauvres de la ville.
Encore jeune, Benoun assistait aux matchs de son équipe au Stade Mohammed V avec les supporters de la Curva-Sud. Passionné par le jeu du Raja, Badr commence tôt le football avec ses amis dans les rues de Hay Hassani, avant d'intégrer le centre de formation du Raja en 2001 où il passe par toutes les catégories d'âges[réf. nécessaire].

### Carrière en club

#### Raja Club Athletic (2012-2020)

##### Débuts (2012-2013)
Avec les équipes juniors et espoirs, Badr Benoun côtoie des joueurs comme Omar Boutayeb, Soufiane Saadane, Anas Asbahi, Mohamed Chibi et Marouane Hadhoudi. Sous l'encadrement de Said Seddiki puis Hilal Et–tair, ils remportent le championnat national à plusieurs reprises, Benoun était le capitaine et défenseur titulaire,,..
Malgré ses nombreuses sélections avec les équipes nationales, il n'arriva pas à trouver une place parmi l'effectif de l'équipe première du Raja.
En 2012, la défense centrale du Raja comportait Amine Erbate, Mohamed Oulhaj, Abdelfattah Boukhriss, Ahmed Rahmani et Rabii Houbry, même une place de remplaçant était donc difficile.
Le 24 février 2013, lors d'un match de championnat espoir contre le Wydad de Fès, Badr est victime d'une fracture au nez qui nécessite une opération chirurgicale qu'il subit 5 jours plus tard.

##### Série de prêts (2013-2015)
Après deux saisons avec les espoirs et quelques convocations en équipe première, Benoun est prêté en 2014 au Wydad de Fès, un club qui cherche à conserver sa place parmi les clubs d'élite. Finalement, le club est relégué mais Badr signe ses premiers pas professionnels en jouant quelques rencontres.
En juin 2014, les dirigeants du Raja décident de le prêter une seconde fois, mais cette fois ci pour un club fraîchement promu en Botola, la Renaissance de Berkane présidé alors par Faouzi Lekjaa. Sous les commandes de Abderrahim Taleb, et malgré la forte concurrence à son poste, il réussit à prendre sa place de titulaire. Badr commence à attirer l'attention, la Renaissance voulait le transférer définitivement mais le Raja tenait à son joueur.

##### Redécouverte (2015-2018)
En 2015, Benoun retourne à son club formateur et signe officiellement un contrat de quatre ans avec le Raja. Lors de sa première saison, Badr trouve des difficultés avec le technicien néerlandais Ruud Krol et de ce fait, ne jouait pas titulaire. En phase retour du championnat, avec Rachid Taoussi aux commandes, ce dernier lui donna plus de chances en raison notamment de quelques blessures de Mohamed Oulhaj et de la baisse de niveau de Mohamed Awal. Finalement, il prend la place de Oulhaj, un des hommes d'expérience qui ont demeuré longtemps dans le onze de départ.
Le 8 mai 2016 au Stade Ibn-Batouta, il joue le premier Derby huis-clos de l'histoire des confrontations entre le Raja et le Wydad AC. Christian Osaguona ouvre le score en premier lieu, Hafidi double la mise à la 43e minute, avant que Issam Erraki ne close la soirée avec un somptueux coup franc en fin de match. C'est le plus grand score du derby depuis la victoire 3-0 du Raja le 15 juin 2003.
La saison suivante, sous M'hamed Fakhir, et avec la venue de Jaouad El Yamiq, il forme avec Benoun une charnière centrale qui sera surnommée par les supporters le ''Twin Center''. Ils sont deux défenseurs de plus de 1m90, très bons techniquement et complémentaires. Le premier s'occupe de sortir le ballon au sol, tandis que le second est fort en passes longues, Benoun la finesse et El Yamiq le côté athlétique de la défense qui rassure. Ce duo rendra beaucoup de services à l'équipe qui termine la saison comme la deuxième meilleure défense du championnat.
Le 29 avril 2017, au titre de la 26e journée du championnat contre le Moghreb de Tétouan, il enregistre sa première passe décisive avec les Verts, en assistant Mahmoud Benhalib à la 45e minute,.
Le 10 septembre, Benoun inscrit son premier but avec le Raja lors de la première journée du championnat du Maroc 2017-2018 à la suite d'une passe d'Abdelilah Hafidi contre l'Olympique de Khouribga match qui finit (1-1). Lors de cette saison, il sera le troisième meilleur buteur du Raja avec six buts et une passe décisive.
Le 18 novembre au Stade Moulay Abdellah, Badr forme aux côtés de El Yamiq, la charnière centrale qui dispute la finale de la Coupe du Trône 2017 contre le DH El Jadida. Les Verts s'adjugent leur 8e titre de la compétition aux tirs au but, où Badr transforme le 3e penalty avec succès, après que les 120 minutes de match se soldèrent sur un match nul (1-1).

##### Capitaine d'équipe (2018-2020)
Début 2018, et alors que son coéquipier Jaouad El Yamiq fut transféré par Genoa FC, Benoun décide de rester avec le Raja sachant que plusieurs clubs furent intéressés par lui. Cette période connaît aussi le départ du capitaine Issam Erraki, alors l'entraîneur Juan Carlos Garrido décide d'offrir le brassard de capitaine à Badr âgé de seulement 24 ans.
Après seulement deux saisons passées dans l'équipe première, il devint l'un des stars du Derby puisque lors match entre le Wydad et le Raja étaient à score égal, et à deux minutes de la fin du temps réglementaire et précisément à la 88e minute, Badr marque un but de la tête après une détente ne laissant aucune chance au gardien Zouheir Laaroubi. Au match retour, les verts étaient menés au score, et alors que la rencontre touchait à sa fin, Badr saute plus haut que tout le monde et égalise de la tête à la 88e minute du jeu. Grâce à ce but, les verts ont échappé de peu à leur huitième défaite de la saison. Depuis ces deux derbys, les supporters du Raja le surnomme 88 puisqu'il a marqué au derby à deux reprises, de la même manière et à la même minute.
Le 18 avril 2018, Benoun inscrit son premier but dans une compétition internationale contre le FC Zanaco à l'occasion des seizièmes de finale de la coupe de la confédération 2018, après un centre de Zakaria Hadraf.
Le 25 novembre au Stade Mohamed V, il est aligné par Juan Carlos Garrido en défense avec Sanad Al Warfali, Omar Boutayeb et Abderrahim Achchakir en finale de la coupe de la confédération contre l'AS Vita Club, où les Verts s'imposent sur le score de 3-0 grâce à un but de Benhalib et un doublé de Rahimi. Au match retour au Stade des martyrs, et malgré la défaite 3-1, les Raja est sacré champion de la compétition pour la 2e de son histoire après le titre de 2003. Alors qu'il reçoit le trophée des mains du président de la CAF Ahmad Ahmad, Benoun a insisté pour que Mohamed Oulhaj récupère le brassard et brandisse la coupe à sa place en signe de respect pour son parcours exceptionnel, qui jouait alors sa douzième saison avec le club.
Après son expulsion du match contre la Renaissance de Berkane le 30 décembre, la commission de discipline de la FRMF suspend Badr pour 6 matchs, il est de ce fait forfait pour le derby contre le Wydad qui est programmé pour le 6 janvier 2019.
Il ajoute un autre titre international le 29 mars 2019, au Stade Jassim-bin-Hamad à Doha au compte de la Supercoupe d'Afrique, où le Raja bat l’Espérance sportive de Tunis sur le score de 2-1. Il forme la charnière centrale des Verts avec Al Warfali, ce dernier lui délivre d'ailleurs une passe que Benoun marque sur une talonnade à la 65e minute.
Le 9 juin, le club met fin aux rumeurs du transfert de Badr Benoun, et annonce via un communiqué officiel, le renouvellement de son contrat jusqu'en 2022.
Le 10 août, les Verts disputent le premier match officiel de la saison contre Brikama United à Banjul lors du premier tour de la Ligue des champions 2019-2020, Benoun est l'auteur du premier doublé de sa carrière grâce à deux passes décisives de Mohsine Moutouali.
Le 28 février 2020, il est l'auteur du second but du Raja aux quarts de finale de la Ligue des champions contre le TP Mazembe (victoire 2-0). Avec une note de 8,6 sur SofaScore, il est parmi l'équipe-type de la semaine. Il devient d'ailleurs le meilleur buteur de l'équipe dans cette compétition avec 5 buts,.
Le 11 octobre, le Raja, alors en tête du classement, reçoit les FAR de Rabat lors de l'ultime journée, et a besoin d'une victoire pour remporter le championnat. Les visiteurs ouvrent le score à quelques minutes de la fin du premier carton, avant que Abdelilah Hafidi n'inscrive un doublé dont un but à la 90e minute, pour sacrer le Raja comme champion du Maroc. C'est le deuxième titre de championnat pour Badr, après celui de 2013.

#### Al Ahly (2020-2022)
Le 11 novembre 2020, Badr Benoun quitte le Raja pour rejoindre Al Ahly SC. Le joueur s'est engagé pour quatre ans avec le club Cairote, au titre dun transfert de 2 millions d'euros. Il aurait disputé en tout 185 matchs et remporté 5 trophées avec les Verts.
Lors de son premier match, Badr remporte la coupe d'Égypte à la suite d'une prestation réussie et d'un pénalty marqué lors de la séance de tirs au but. Le 5 janvier 2021, il inscrit son premier but pour Al Ahly sur penalty face à l'AS SONIDEP en Ligue des champions.
En février 2021, il joue tous les matchs de la Coupe du monde des clubs 2020, notamment contre le Bayern Munich où il livre une très bonne prestation,. Le club termine à la 3e place après une victoire aux tirs au but contre SE Palmeiras.

#### Qatar SC (2022-2025)
Le 31 juillet 2022, il s'engage pour deux saisons au Qatar SC en échange d'une somme de 1,7 million de dollars. Le transfert a notamment été motivé par des problèmes de santé liés à une inflammation du myocarde après une infection au COVID-19, affectant ses performances et sa régularité.
Le 9 août 2022, Benoun s'illustre en marquant un but lors de son premier match contre Al-Markhiya SC, convertissant un penalty dans les arrêts de jeu de la première mi-temps. Son intégration rapide a été facilitée par la présence de l'entraîneur Youssef Safri, qui l'a longtemps côtoyé au Raja.
En décembre 2022, après la performance historique du Maroc en Coupe du Monde au Qatar, Benoun a été chaleureusement accueilli par son club, qui a organisé une cérémonie en son honneur pour célébrer sa contribution à l'équipe nationale.

#### Retour au Raja (depuis 2025)
Le 17 mai 2025, Benoun fait son retour à son club de cœur en paraphant un contrat de deux saisons.

### Carrière internationale

#### Équipe de jeunes
Badr Benoun passe de toutes les catégories d'âges des sélections nationales, il évoluait de façon régulière avec l'équipe des moins de 20 ans entraînée alors par Hassan Benabicha, et avec laquelle Benoun remporte quelques titres internationaux. Il a également joué avec la sélection olympique qui n'a pas réussi à atteindre les Jeux olympiques d'été de 2016. Il participe toutefois au Tournoi de Toulon en 2015, où les Lionceaux terminent finalistes de la compétition derrière la France (3-1). Benoun ne dispute pas la finale à cause de son expulsion en demi-finale contre le Mexique.

#### Équipe A'
Benoun rejoint la sélection marocaine locale entraîné par Jamal Sellami, il inscrit son premier but contre l'Égypte lors des éliminatoires de la CHAN 2018. Début 2018, il entre dans le Championnat d'Afrique des nations en étant le capitaine de l'équipe malgré son jeune âge, et c'est finalement le pays hôte, le Maroc qui remporte ce CHAN pour la première fois de son histoire. Et c'est Badr qui leva le trophée reçu des mains du prince héritier Moulay Hassan. Il figure également dans l'équipe type de cette compétition,,.
Le 19 octobre 2019 au stade de Berkane, au compte du match retour de la phase de qualification pour le Championnat d'Afrique des nations 2020 contre l'Algérie, Benoun inscrit le premier but de la rencontre du point de penalty. Les Lions de l'Atlas remportent le match 3-0 avec entre autres, deux réalisations de Hamid Ahaddad et Mohamed Nahiri.
Le 22 novembre 2021, il figure parmi les 23 sélectionnés de Houcine Ammouta pour prendre part à la Coupe arabe de la FIFA 2021. Le 1er décembre 2021, à l'occasion de son premier match de la compétition face à la Palestine, il marque un but sur penalty à la 87e minute (victoire, 4-0). En quart de finale, le 11 décembre 2021, il marque face à l'Algérie A' le but égalisateur à la 111e minute en prolongation sur une passe décisive de Mohamed Chibi (match nul : 2-2, séance des penaltys : défaite, 5-3).

#### Équipe A
Le 2 octobre, il est appelé en renfort par le sélectionneur français Hervé Renard pour remplacer Jaouad El Yamiq au vu du match qualificatif de la Coupe du monde 2018 face au Gabon qui aura lieu le 7 octobre 2017. À l'occasion du match face au Gabon, il remplace Medhi Benatia à la 81e minute et fait officiellement ses débuts avec les Lions de l'Atlas. Quelques jours après, le 12 octobre, Hervé Renard titularise le jeune joueur du Raja dans un match amical face à la Corée du Sud. (victoire, 1-3).
Le 17 mai 2018, Badr Benoun est un des seuls joueurs de la Botola Pro avec Ahmed Reda Tagnaouti et Ayoub El Kaabi à être sélectionné parmi la liste des 26 joueurs pour prendre part à la Coupe du monde 2018 en Russie.
Hervé Renard dévoile le lundi 4 juin la liste définitive des 23 joueurs retenus pour la Coupe du monde en Russie (14 juin-15 juillet). À la surprise générale, le Français décide de se passer des services du défenseur du Raja, Badr Banoun. Une décision qui fait jaser. Pour couper court à une quelconque polémique, Hervé Renard justifie son choix dans un entretien accordé à la télé de la FRMF. « Pour le cas de Badr Benoun, j’ai la possibilité d’utiliser un garçon comme Aït Bennasser défenseur central. J’ai fait le choix de garder trois défenseurs centraux et d’avoir un joueur polyvalent et de me passer d’un quatrième défenseur central »,.
Le 27 décembre 2021, il est appelé en renfort avec Soufiane Rahimi et Mohamed Chibi pour figurer sur la liste des 28 joueurs sélectionnés de Vahid Halilhodžić pour la CAN 2022 au Cameroun.
Le 10 novembre 2022, il figure officiellement dans la liste des 26 joueurs sélectionnés par Walid Regragui pour prendre part à la Coupe du monde 2022 au Qatar. Lors des trois matchs de poule face à la Croatie (match nul, 0-0), la Belgique (victoire, 2-0) et le Canada (victoire, 2-1), il ne fait aucune entrée en jeu. Le Maroc est cependant qualifié en huitièmes de finale face à l'Espagne. Le 20 décembre 2022, à l'occasion de son retour du Qatar, il est invité avec ses coéquipiers au Palais royal de Rabat par le roi Mohammed VI, le prince Hassan III et Moulay Rachid pour être officiellement décoré Ordre du Trône, héritant du grade officier,,,.

## Style de jeu
Badr Benoun est un défenseur central droitier, qui figure généralement à droite de la défense centrale, bien qu'il puisse également jouer en tant que défenseur central gauche.
Il est très à l'aise techniquement et possède une capacité de relance rare chez les défenseurs. Il excelle dans les airs en raison de sa détente et de sa précision de la tête, il est donc une grande menace pour les camps adverses sur balles arrêtées . Il est également un tacleur compétent et agressif avec un bon sens du timing. Il dicte le rythme de jeu grâce à sa capacité de relance et de distribution. Il aussi est acclamé pour ses qualités de leadership qui lui permettent d'être de capitaine de l'équipe du Maroc de football A' et du Raja après le départ de Issam Erraki.
Benoun a été félicité pour ses performances décisives dans des matches importants, notamment pour le Raja, en raison de sa tendance à marquer des buts cruciaux pour son équipe (Par exemple lors de la Supercoupe 2019 contre l'Espérance de Tunis, ou lors des Derby aller-retour en 2018,). Il est considéré par plusieurs observateurs comme l'un des joueurs les plus fiables en situation de haute pression.

## Statistiques

### En sélection
Le tableau suivant liste les rencontres de l'équipe du Maroc dans lesquelles Badr Benoun a été sélectionné depuis le 10 octobre 2017 jusqu'à présent.

## Palmarès
| Raja Club Athletic (5) | Al-Ahly SC (4) | RS Berkane                              | Maroc (1) |
| --- | --- | --------------------------------------- | --- |
| - Championnat du Maroc : - Champion en 2013 et 2020. - Vice-champion en 2014 et 2019. - Coupe du trône : - Vainqueur en 2017. - Coupe de la confédération : - Vainqueur en 2018. - Supercoupe d'Afrique : - Vainqueur en 2019. | - Coupe d'Égypte : - Vainqueur en 2020. - Finaliste en 2021 - Ligue des Champions d'Afrique : - Vainqueur en 2021. - Supercoupe d'Afrique : - Vainqueur en 2020 et 2021 - Coupe du monde des clubs : - (Troisième) en 2020 | - Coupe du Trône : - Finaliste en 2014. | - Coupe du monde : - Quatrième en 2022 - Championnat d'Afrique des nations : - Vainqueur en 2018 - Jeux méditerranéens - en 2013 |

### Distinctions personnelles
- Élu meilleur joueur du Raja CA de la saison 2017 par les supporters.
- Meilleur défenseur de la Botola en 2018.
- Nommé dans l'équipe type du Championnat d'Afrique des nations 2018.
- Nommé dans l'équipe type du Coupe arabe de la FIFA 2021.

## Décorations
- Officier de l'ordre du Trône — Le 20 décembre 2022, il est décoré officier de l'ordre du Wissam al-Arch[66] — ordre du Trône[67] — par le roi Mohammed VI au Palais royal de Rabat.